# Lieutenancy areas van Schotland
De Lieutenancy areas van Schotland zijn de gebieden waarin Schotland is verdeeld voor ceremoniële doeleinden. Zij stemmen ongeveer - maar niet helemaal - overeen met de historische graafschappen. Daarnaast is de naam nog in gebruik voor een gebiedscommissie van de Highland Council. 
De steden Aberdeen, Dundee, Edinburgh en Glasgow hebben een oud recht om zelf hun Lord Lieutenant te kiezen, die dan Lord Provost wordt genoemd en optreedt als burgemeester.
1. Aberdeen
2. Aberdeenshire
3. Angus
4. Argyll and Bute
5. Ayrshire and Arran
6. Banffshire
7. Berwickshire
8. Caithness
9. Clackmannanshire
10. Dumfries
11. Dunbartonshire
12. Dundee
13. East Lothian
14. Edinburgh
15. Fife
16. Glasgow
17. Inverness
18. Kincardineshire
19. Lanarkshire

1. Midlothian
2. Moray
3. Nairn
4. Perth and Kinross
5. Renfrewshire
6. Ross and Cromarty
7. Roxburgh, Ettrick and Lauderdale
8. Stirling and Falkirk
9. Sutherland
10. The Stewartry of Kirkcudbright
11. Tweeddale
12. West Lothian
13. Westelijke Eilanden
(Buiten-Hebriden)
14. Wigtown

Niet op de kaart
- Orkney
- Shetland